# Itachi Uchiha
Itachi Uchiha (うちは イタチ, Uchiha Itachi) és un personatge fictici d'anime de la sèrie Naruto. És membre del clan Uchiha experts en tècniques de l'estil de foc, un dels clans més poderosos de Konoha, junt amb el clan Hyūga. Fill de Uchiha Fugaku i Uchiha Mikoto, i germà gran de Uchiha Sasuke. Itachi és un ninja fort i responsable al servei de Anbu sota les ordres de Danzo Shimura. Es converteix en desertor, després d'assassinat tot el seu clan, deixant com a únic supervivent, el seu germà Sasuke.

## Característiques

El collaret d'Itachi

L'Itachi sempre ha estat una persona reservada amb un caràcter tranquil i tranquil però tot i així sol mostrar un comportament jovial i amable, sobretot cap al seu germà petit. De petit va estar involucrat en la Tercera Guerra Shinobi i des d'aleshores odia tot tipus de conflictes de tot cor: per això decideix massacrar el seu clan, amb la intenció de fer un cop d'estat que hauria portat al mort de nombroses persones innocents; volent també preservar el bon nom de l'Uchiha per a Sasuke, decideix -d'acord amb el Tercer Hokage- tapar la notícia del projecte subversiu del clan, convertint-se així en un criminal als ulls de tot el món ninja.
Especialment rellevant sembla ser el valor que, al llarg dels anys, ha donat al dualisme "veritat-mentida": en diverses ocasions gairebé sembla no creure en l'existència d'aquest contrast, dient que, en definitiva, la veritat no és sinó una artefacte mental relacionat amb un subjecte sensible i com a tal és quelcom molt "làbil i ambigu". Aquesta creença seva sembla, encara que mínimament, ser negada durant el seu darrer adéu al seu germà al cau de Kabuto quan afirma que en alguns casos alguna forma de veritat pot ser accessible a la consciència humana encara que no sigui absolutament.

## Biografia del personatge
L'Itachi és membre del clan Uchiha, fill d'en Fugaku i en Mikoto i germà gran de Sasuke, a qui li agradava molt. Considerat un talent excepcional fins i tot pels seus familiars, va entrar a l'equip especial de l'ANBU a una edat molt jove però aviat va començar a desvincular-se del seu propi clan.
Per evitar una guerra civil que hauria costat la vida a moltes persones innocents, quan els Uchiha planifiquen un cop d'estat Itachi es veu obligat a exterminar tot el seu clan pels consellers del Tercer Hokage i en particular Danzo: la missió també preveia que hauria abandonar el poble com un ninja traïdor per assumir la culpa de la matança i tapar l'afer per sempre. Abans de la massacre, Itachi va conèixer el seu millor amic, Shisui Uchiha, que li va revelar les malifetes de Danzō i després de confiar-li un dels seus ulls, es va suïcidar davant seu provocant el despertar del seu hipnòtic Sharingan.
Per complir la seva missió, l'Itachi va fer un pacte amb en Tobi, que també volia venjar-se del clan, i sense revelar els seus objectius, va oferir la seva ajuda amb la condició de no atacar el poble. Un cop acabada la matança, abans d'abandonar el poble, Itachi va trucar a Danzo, amenaçant amb revelar informació confidencial als altres pobles només si s'acostava a ell per Sasuke, i pel Tercer Hokage, a qui havia jurat protegir el seu germà; després es va unir a l'Organització Dawn provocant la fugida d'Orochimaru, que va intentar apoderar-se del seu cos sense èxit, i l'entrada de Deidara, derrotat per una il·lusió del seu Sharingan. Dins de l'organització és escollit com a company de Kisame Hoshigaki, un antic membre dels Set Espadaxins de la Boira.
Itachi apareix a la sèrie després de l'atac a la fulla d'Orochimaru i el poble de sorra: en aquesta ocasió s'infiltra al poble amb Kisame per capturar Naruto, la força impulsora de la guineu de nou cues, però més tard es descobreix que la seva intenció principal era recordar a Danzo que no toqués a Sasuke per por que pogués aprofitar la mort del Tercer Hokage per fer-li mal. Al poble s'enfronta amb Asuma Sarutobi, Kurenai Yūhi i Kakashi Hatake, que són tots tres derrotats, i després es dirigeix cap a Naruto, que mentrestant estava a punt de marxar amb Jiraya a la recerca de Tsunade. Itachi i Kisame arriben a Naruto a l'hotel on s'allotjava però són interromputs per l'arribada de Sasuke, cap a qui, però, Itachi no mostra cap pietat en derrotar-lo fàcilment. Abans de capturar la força portant, els dos ninjas traïdors són posats en fuga per Jiraiya.
L'Itachi reapareix al començament de la segona sèrie durant l'extracció del Dimoni Badger del cos de Gaara i més tard per aturar l'equip Kakashi mitjançant una còpia d'ell. Després d'assabentar-se de la mort d'Orochimaru a mans de Sasuke, decideix arribar al seu germà però primer es troba amb Naruto mentre ell també està decidit a buscar-lo: en aquesta ocasió, després de constatar la profunda amistat que Naruto sent per Sasuke, ell li dona part del seu poder per mitjà d'un corb "amb l'esperança que mai no l'haurà d'utilitzar".
Llavors Itachi s'enfronta a Sasuke al cau de l'Uchiha i aconsegueix alliberar-lo d'Orochimaru, empresonant aquest últim en l'etern genjutsu de la seva espasa Totsuka de Susano'o, i després d'haver implantat l'Amaterasu a l'ull de Sasuke per matar Tobi. tan bon punt el va veure mor de la malaltia que el va afligir durant algun temps. Un cop conduït al seu refugi, Tobi revela a Sasuke la veritat sobre el seu germà, despertant en ell el desig de destruir el poble per venjar-lo: el descobriment de la veritat també fa que Sasuke desperta l'hipnòtic Sharingan.
L'Itachi torna a la vida a través de l'Edo Tensei per Kabuto Yakushi juntament amb els altres antics membres de l'Akatsuki Deidara, Kakuzu, Sasori i Nagato; després de ser emparellat amb aquest últim a la recerca de Naruto i Killer Bee, en la batalla posterior Itachi, mitjançant la tècnica ocular de Shisui que havia transferit a Naruto a través del seu corb, aconsegueix alliberar-se del control de Kabuto i ajuda les dues forces impulsores a segellar Nagato. Per tant, la seva missió esdevé aturar a Kabuto i la seva tècnica, però abans de separar-se dona alguns consells a Naruto recordant-li que no deixi que la seva pròpia força, combinada amb la necessitat de protegir els que estima, l'empeny a aïllar-se com ho va fer, sinó que cregui en ells i que l'ajudin.
Més tard Itachi es troba amb el seu germà en el seu camí, amb la intenció de seguir-lo per obtenir respostes als molts dubtes sobre la seva relació i el motiu de l'extermini de l'Uchiha, i un cop trobat Kabuto, els dos germans lluiten junts: gràcies a la tècnica prohibida Izanami, Itachi aconsegueix bloquejar l'oponent en una il·lusió espai-temps infinita després utilitzant el Sharingan per aturar l'Edo Tensei; ara a punt de desaparèixer per sempre, Itachi confia els seus records a través del Sharingan a Sasuke afirmant que lamenta haver omplert la seva vida de mentides en lloc de ser honest i creure en ell. Finalment s'acomiada declarant que, sigui el que vulgui fer en el futur, l'estimarà per sempre.

## Habilitats ninja

El Mangekyou Sharingan d'Itachi

Itachi és sens dubte un dels ninjas més forts de l'obra: la seva intel·ligència, la seva experiència i les seves grans habilitats el converteixen en un tema extremadament difícil de tractar; gràcies a les seves extraordinàries habilitats estratègiques i d'observació és capaç d'intuir amb precisió les eleccions del seu oponent i reaccionar en conseqüència.

Estadístiques d'Itachi

Especialment hàbil en la creació d'il·lusions a través del Sharingan, també podia presumir d'excel·lents habilitats físiques i d'arts marcials, així com en l'ús d'armes ninja: en diverses ocasions va demostrar la seva habilitat. formar els segells de les tècniques amb una velocitat impressionant, tant és així que ni Kakashi amb el seu Sharingan és capaç de seguir els seus moviments.